# Джонглей (канал)
Джо́нглей — незавершённый на 2022 год проект канала в южносуданском штате Джонглей в обход водно-болотных угодий Судд на Белом Ниле и, в теории, соединяющий города Бор и Малакаль.

## История
Строительство было начато Суданом в 1974 году; было прервано в 1984 году в результате войны за гражданское отделение в Южном Судане. По завершении, протяжённость канала должна была составить 360 километров.

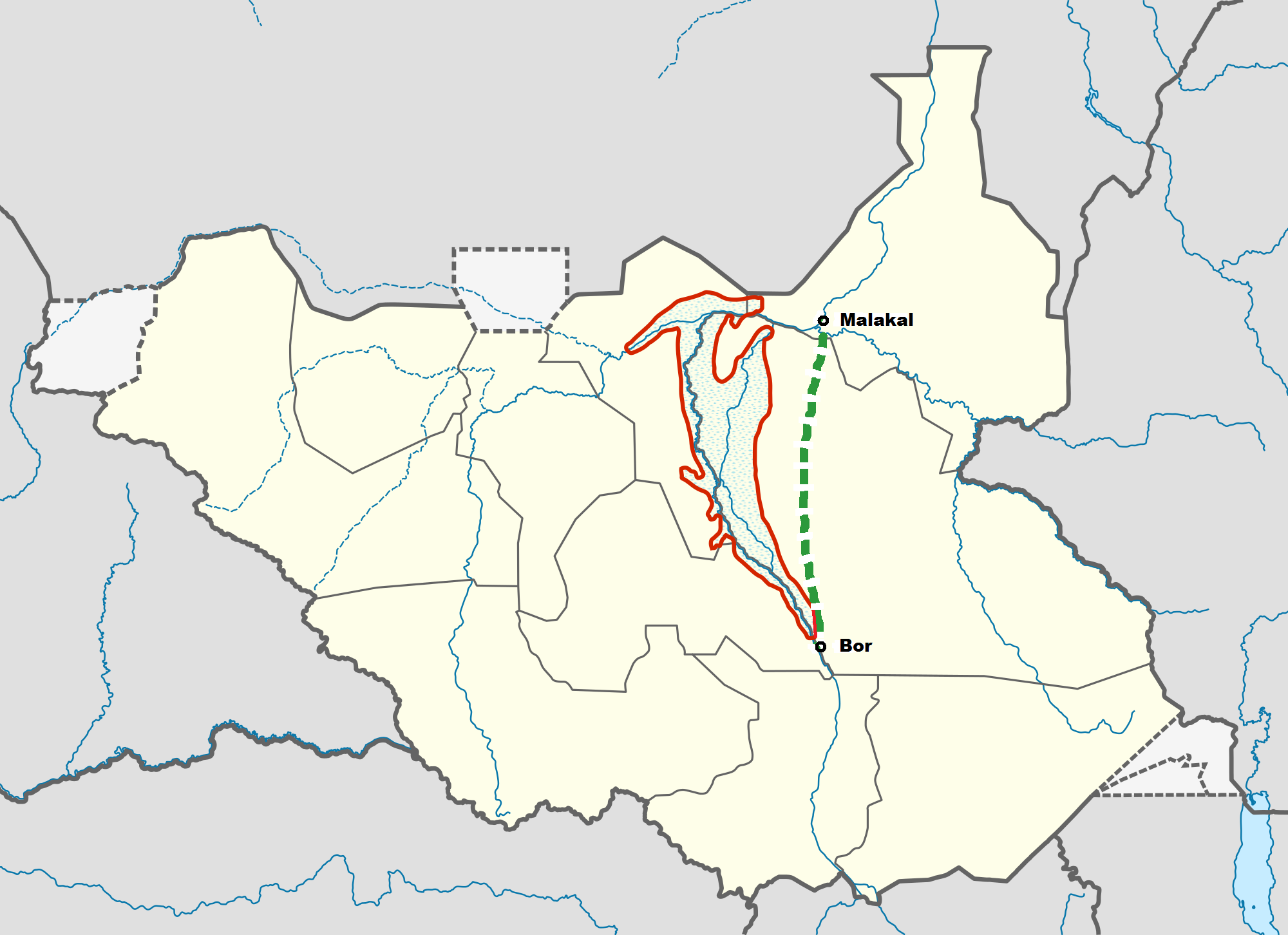
Судд (красным) и канал Джонглей (зелёным)

Всего было построено около 240 км.

## Предпосылки для создания канала

### Судоходство
Канал Джонглей должен был устранить сложности для судоходства через Судд, связанные с заболоченной местностью.

### Испарение воды и водоснабжение
- Нил впадает в Судд с приблизительным годовым стоком воды в 43 км³ из области озёр в Центральной Африке; из-за области болота вплоть до северной границы, это количество уменьшается примерно до 23 км³.
- Только река Собат, берущая начало в высокогорье Абиссинии, даёт 18 км³.
- В Судде Белый Нил теряет 53,2 процента воды за счет эвапотранспирации, — как прямого испарения, так и испарения через растения.
  - Вот почему ещё в 1907 году появились первые идеи отвести воду в канале за Судд, тем самым уменьшив потери от испарения и обеспечив дополнительную воду для ирригационных проектов Судана, — но, прежде всего, Египта.
  - Технический проект составлялся с 1954 по 1959 годы.

Выгоду от реализации проекта извлекли бы Северный Судан и Египет, так как тогда больше воды было бы транспортировано на север.
Судд при этом частично высохнет, но можно было бы возделывать огромные сельскохозяйственные угодья в Египте, на севере Судана, а также и в районе Судд.

## Финансирование
Строительство должно было финансироваться совместно Суданом и Египтом.

## Ход строительных работ

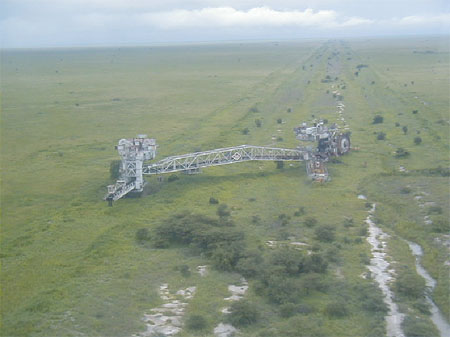
Экскаватор «Люси» на стоянке с 1983 г.

- Строительство началось в 1974 году. Использовался передвижной экскаватор, сделанный в Любеке, на в то время — крупнейший в мире, получивший прозвище «Люси», мощностью до 40 000 кубометров грунта в сутки.
- Канал должен иметь ширину 38 метров и глубину от 4 до 8 метров.
- Из-за гражданской войны в Судане, которая началась в 1983 году, строительство было остановлено в 1984 году, когда проект был завершён на 70 %.
  - Экскаватор остался на месте.
- Правительство автономного района Южный Судан с 2005 года выступало против завершения строительства канала. Египет, в частности, продолжает поддерживать возобновление проекта.

Когда в 2000 году был восстановлен мир, возникли слухи о возобновлении проекта. Однако 2 февраля 2008 г. правительство Судана заявило, что возобновление проекта не является приоритетом. Однако в 2008 году Судан и Египет согласились возобновить проект и завершить строительство канала через 24 года.
Независимость Южного Судана в 2011 году фактически положила конец роли правительства Судана в этом вопросе. к каналу. Проект обсуждался, но в настоящее время нет договоренности о возобновлении проекта.
В 1976 г в Южном Судане было начато строительство канала Джонглей, целью которого являлось уменьшение потери воды, вызванной испарением в болотах. Планировалось, что этот канал будет отводить воду из болот местности Судд и регулировать сток рек Бахр-эль-Газаля, Бахр-эль-Джебеля и Собата. Но, когда строительство уже близилось к концу, обнаружились крупные просчёты, которые могли очень негативно сказаться на экологии. Кроме того, строительство затрагивало интересы южных племён Судана. В результате, когда в 1984 г началась очередная гражданская война, строительство канала было окончательно заброшено. Сегодня о гигантской стройке напоминают остовы землеройных машин, ржавеющих на берегах брошенного канала.